# Franciszek Fierich
Niektóre z zamieszczonych tu informacji wymagają weryfikacji.
Dokładniejsze informacje o tym, co należy poprawić, być może znajdują się w dyskusji tego artykułu.
 Po wyeliminowaniu niedoskonałości należy usunąć szablon {{Dopracować}} z tego artykułu.

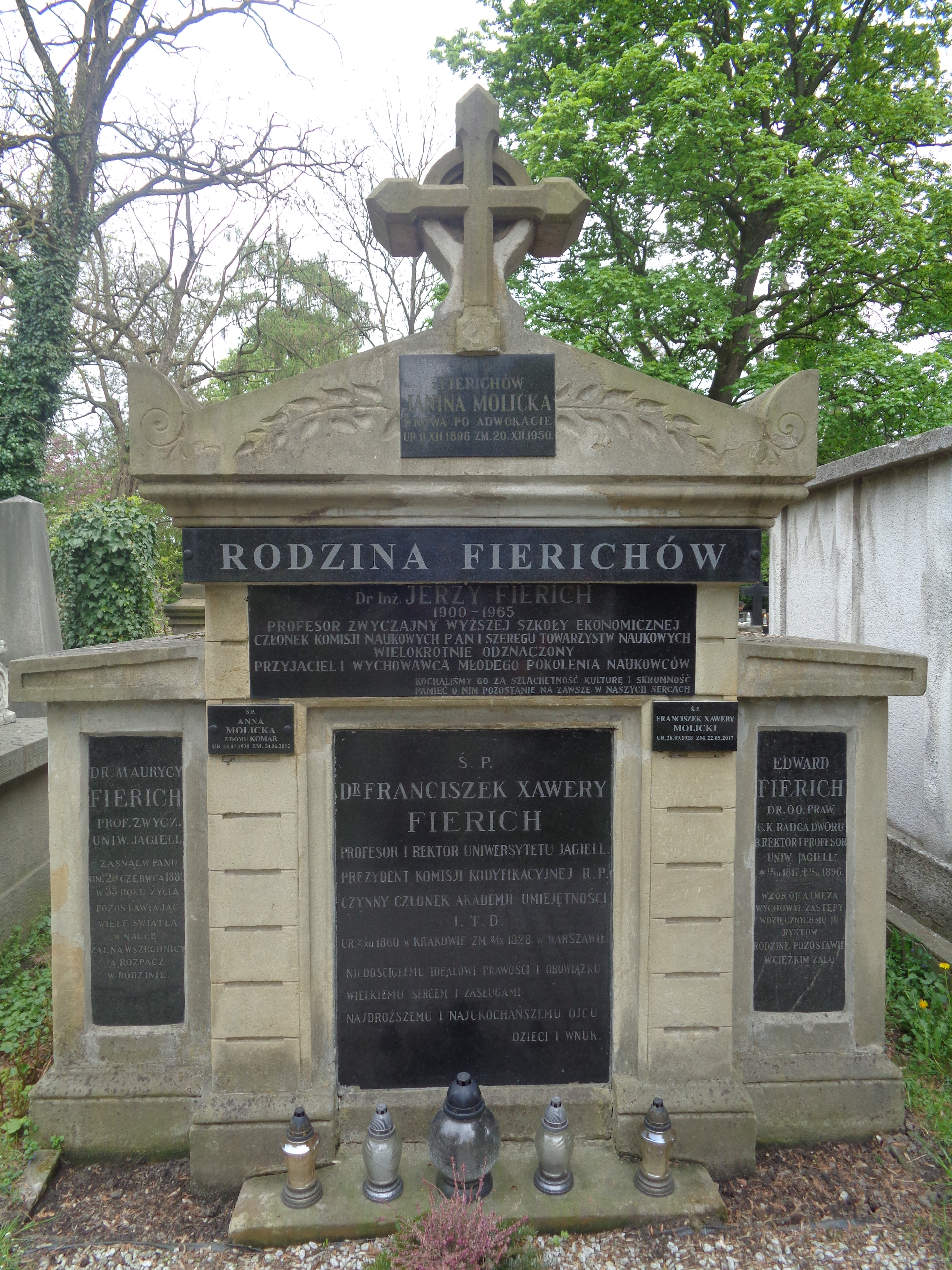
Grób Franciszka Fiericha na cmentarzu Rakowickim

Franciszek Ksawery Fierich (ur. 2 grudnia 1860 w Krakowie, zm. 8 września 1928 w Warszawie) – prawnik polski, specjalista postępowania cywilnego, profesor i rektor Uniwersytetu Jagiellońskiego.

## Życiorys
Był synem Edwarda (profesora prawa cywilnego i rektora UJ) i Ksawery z Kołodziejskich, młodszym bratem Maurycego (profesora procedury cywilnej UJ). Uczęszczał do Gimnazjum św. Jacka w Krakowie gdzie zdał maturę w 1878. Następnie studiował prawo na Uniwersytecie Jagiellońskim (1878-1882). Odbył praktykę jako adwokat (1882-1883), w 1883 obronił doktorat; pracował jako adiunkt sądowy w Krakowie (do 1892). W tym samym czasie odbył studia uzupełniające na uniwersytetach w Berlinie i Monachium, a na podstawie pracy O prawie żądania zabezpieczenia z powodu niepewnej płatności dłużnika głównego według ustawodawstwa wekslowego austriackiego habilitował się w zakresie prawa handlowego i wekslowego (1889) oraz na podstawie pracy O władzy dyskrecjonalnej sędziego w ustnym postępowaniu cywilnym, jako środku skupienia materiału procesowego uzyskał habilitację z austriackiej procedury cywilnej (1892). W 1892 został profesorem nadzwyczajnym i kierownikiem Katedry Procedury Cywilnej Uniwersytetu Jagiellońskiego; kierował Katedrą do końca życia (od 1906 jako profesor zwyczajny). Trzykrotnie pełnił funkcję dziekana Wydziału Prawa (1901/1902, 1906/1907, 1915/1916), w latach 1909–1910 był prorektorem Uniwersytetu, a w roku akademickim 1908/1909 i 1919 rektorem. Prowadził na UJ wykłady z postępowania cywilnego austriackiego i polskiego, a także z prawa wekslowego i handlowego, a w latach 1898–1899 prowadził seminaria dla sędziów i adwokatów z praktyki austriackiej procedury cywilnej.
W latach 1900–1918 redagował „Czasopismo Prawnicze i Ekonomiczne”; przez wiele lat zasiadał w radzie miejskiej Krakowa, jako rektor UJ był posłem na Sejm Krajowy Galicji, następnie członkiem austriackiego Trybunału Stanu (1912-1918). Od 1919 brał udział w pracach Komisji Kodyfikacyjnej RP; był jej prezydentem, prezesem Sekcji dla Postępowania Cywilnego oraz przewodniczącym Komitetu Redakcyjnego Procedury Cywilnej. Przyczynił się do ujednolicenia systemu prawnego w Polsce po okresie rozbiorowym. W 1908 został członkiem korespondentem AU (późniejszej PAU), w 1919 członkiem czynnym PAU; od 1921 był także członkiem rzeczywistym Towarzystwa Naukowego Warszawskiego. Ponadto należał do Towarzystwa Naukowego we Lwowie (od 1920). 2 maja 1923 został odznaczony Krzyżem Komandorskim z Gwiazdą orderu „Odrodzenia Polski" „za zasługi, położone dla Rzeczypospolitej Polskiej na polu nauki i prac ustawodawczych”. 
Został pochowany na cmentarzu Rakowickim w Krakowie.
W pracy naukowej zajmował się postępowaniem cywilnym oraz historią prawa cywilnego. Propagował zasady sądownictwa polubownego i ugodowe załatwianie spraw cywilnych – co znalazło odzwierciedlenie w kodeksie postępowania cywilnego z 1932, a także w kodeksie powojennym z 1964. Był współautorem pierwszego polskiego podręcznika postępowania cywilnego (Nauka o sądach cywilnych o procedura cywilna, 1897-1901, 2 tomy, z Augustem Erwinem Balasitsem). Ogłosił wiele prac poświęconych różnym zagadnieniom procedury cywilnej, m.in.:
- O obecnym zadaniu sądów polubownych (1892)
- O spoczywaniu procesu cywilnego. Studium procesowe (1896)
- Próbny proces trybunalski (1896)
- O zastosowaniu ustaw procesowych pod względem miejsca i czasu (1898)
- O bezwzględnej niewłaściwości sądów zwyczajnych (1900)
- O interwencji ubocznej w świetle teorii o stosunku procesowym (1903)
- Prawo wekslowe w Polsce na podstawie konstytucji sejmowych 1775, 1776, 1778, 1780 (1908)
- Sąd trzeciej instancji i najwyższy sąd sejmowy. Na tle całokształtu organizacji sądownictwa Rzeczypospolitej Krakowskiej (1917)
- Projekt polskiej procedury cywilnej w świetle nauki o stosunku procesowym (1924)
- Obligatoryjna odpowiedź na pozew w projekcie polskiej procedury cywilnej (1926)

Mocno zaangażowany w prace w Komisji Kodyfikacyjnej RP, zmarł 8 września 1928 skutek zawału doznanego na jednym z jej posiedzeń. Przewodniczenie KK objął po nim Wiktoryn Mańkowski, zmarły wkrótce potem w grudniu 1928. Do uczniów Fierich należeli Władysław Leopold Jaworski, Adam Vetulani, Stanisław Wróblewski. Ofiarował plac pod dom wypoczynkowy dla studentów w Pławnej (powiat tarnowski).